# Кашина ла Провиденца (Кунео)
Кашина ла Провиденца је насеље у Италији у округу Кунео, региону Пијемонт.
Према процени из 2011. у насељу је живело 26 становника. Насеље се налази на надморској висини од 471 м.